# SWK Stadtwerke Kaiserslautern
Die SWK Stadtwerke Kaiserslautern GmbH sind ein Unternehmen, das sich vollständig im Eigentum der Stadt Kaiserslautern befindet und als Holding für die Versorgungs- und Verkehrsbeteiligungen der Stadt dient. Das heutige Unternehmen entstand 1991 durch Umwandlung des Eigenbetriebs der Stadt Kaiserslautern. 2011 wurde aus der TWK Technische Werke Kaiserslautern GmbH die heutige SWK Stadtwerke Kaiserslautern GmbH. Die Stadt Kaiserslautern besitzt 100 Prozent der Geschäftsanteile mit einem Stammkapital von 11 Millionen Euro. Alleiniger Geschäftsführer seit Juli 2024 ist Arvid Blume, Aufsichtsratsvorsitzender ist die Oberbürgermeisterin Beate Kimmel.

## Bereiche
Die Stadtwerke Kaiserslautern und ihre Tochterunternehmen sind sowohl für die Energie-, Wasser- und Wärmeversorgung als auch für den Stadtbusverkehr zuständig. Die Abfallentsorgung wird von verschiedenen privaten Unternehmen ausgeführt, die gemeinsam in der kommunalen Anstalt Zentrale Abfallentsorgung Kaiserslautern (ZAK) agieren. Die SWK betreiben zwei Erdgastankstellen:
- an den Brandenburger Straße in der Nähe des Pfaffgeländes
- an der Mainzer Straße

Zu den SWK gehören folgende Tochterunternehmen:
- SWK Stadtwerke Kaiserslautern Versorgungs-AG
- SWK Stadtwerke Kaiserslautern Verkehrs-AG

## Geschichte

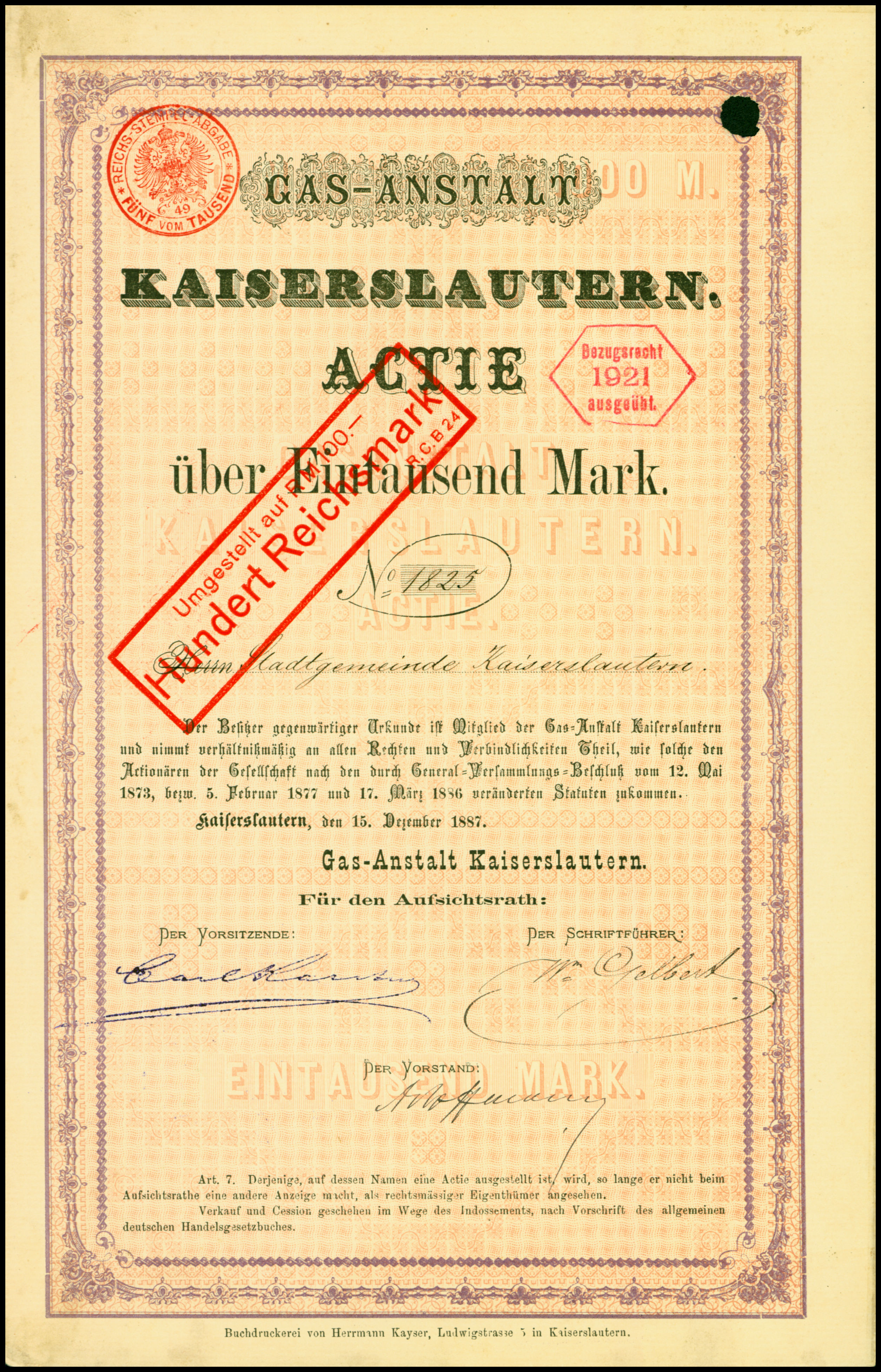
Aktie über 1000 Mark der Gas-Anstalt Kaiserslautern vom 15. Dezember 1887

Die Stadtwerke Kaiserslautern gehen auf die im Jahr 1858 gegründete Gasanstalt zurück. 1888 erwarb die Stadt schließlich die Rechte am Lauterspring, der Quelle der Lauter, woraufhin ab 1889 der systematische Aufbau einer Wasserversorgung begann. Am 3. September 1894 wurde als weiteres Projekt die erste städtische Bahnhofsbeleuchtung am Bahnhofsvorplatz errichtet. Der Kaiserslauterer Personenverkehr begann schließlich 1905; elf Jahre später wurde dann auch die Straßenbahn Kaiserslautern eröffnet, welche jedoch nur bis 1935 bestand. Ab 1949 gab es bis 1985 auch Obusse in Kaiserslautern. 1952 wurde die Deutsche Bundesbahn erstmals mit Dampf aus dem Kaiserslauterer Heizkraftwerk beliefert. Am 1. Juli 2011 fusionierte die Gasanstalt Kaiserslautern AG mit der Technische Werke Kaiserslautern Versorgungs-AG.

## SWK Stadtwerke Kaiserslautern Versorgungs-AG
Die SWK Stadtwerke Kaiserslautern Versorgungs-AG ist für die städtische Strom-, Gas-, Wasser- und Wärmeversorgung zuständig. Ihren Ursprung hat das Unternehmen in der 1991 gegründeten TWK Technische Werke Kaiserslautern Versorgungs-AG. Am 12. November 2009 wurde die Versorgungsholding EWP Energie Wasser Partner AG (kurz: EWP AG) mit Sitz in Kaiserslautern gegründet. Im Juni 2011 folgte für die Energie Wasser Partner AG eine Änderung der Firma in SWK Stadtwerke Kaiserslautern Versorgungs-AG. Zum 1. Juli 2011 wurden mit Rückwirkung zum 1. Januar 2011 die TWK Technische Werke Kaiserslautern Versorgungs-AG und die Gasanstalt Kaiserslautern AG zu SWK Stadtwerke Kaiserslautern Versorgungs-AG verschmolzen. Anteilseigner sind zu 74,9 % die SWK Stadtwerke Kaiserslautern GmbH und zu 25,1 % die Thüga AG.

## SWK Stadtwerke Kaiserslautern Verkehrs-AG
Die SWK Verkehrs-AG wurde 1991 als TWK Technische Werke Kaiserslautern Verkehrs-AG gegründet. 2011 erfolgte die Umfirmierung in SWK Stadtwerke Kaiserslautern Verkehrs-AG.
Das Unternehmen betreibt ein Omnibusnetz mit über 500 Haltestellen in alle Stadtteile. Zentrale Knotenpunkte befinden sich am Hauptbahnhof sowie in der Stadtmitte. Dabei sind im Linienverkehr ausschließlich Niederflurbusse unterwegs. Sie sind als „Ökoprofitbetrieb Kaiserslautern 2010“ ausgezeichnet und ISO-zertifiziert. Die SWK Stadtwerke Kaiserslautern GmbH ist alleinige Aktionärin des Verkehrsunternehmens.

## Tochtergesellschaften
Zu der SWK-Gruppe gehören u. a. auch folgende Tochterunternehmen:
- Demando GmbH (Dienstleistungsunternehmen mit dem Schwerpunkt IT-Service)
- Energie-Umwelt-Service GmbH (Wartungsunternehmen mit Sitz in Kaiserslautern für Installationen und Instandhaltung von Heizungsanlagen sowie sämtliche Sanitär- und Elektroarbeiten durch)
- K-net Telekommunikation GmbH (Regionaler Telekommunikationsanbieter und Netzbetreiber in und um Kaiserslautern)
- WNS Westpfälzische Nahverkehrs-Service GmbH
- WVE GmbH Kaiserslautern